# Exocelina aubei
Exocelina aubei är en skalbaggsart som först beskrevs av Xavier Montrouzier 1860.  Exocelina aubei ingår i släktet Exocelina och familjen dykare. Artens utbredningsområde är Australien. Inga underarter finns listade i Catalogue of Life.